# Frank Dancevic
Frank Dancevic (Niagara Falls, Ontario; 26 de septiembre de 1984) es un exjugador profesional de tenis canadiense.

## Carrera
El canadienses propinó una sorpresa en su debut ATP en 2002 en el Torneo de Washington derrotando al ruso Nikolay Davydenko. Un año más tarde, recibió un wild card por primera vez para el Másters de Canadá y perdió ante Davydenko 6:7, 6:4, 3:6. En el año 2004, Dancevic, avanzó a la segunda ronda en el torneo de hierba en Queens y en 2005 repitió segunda ronda en los torneos de Memphis y San José. Ganó un torneo Challenger a principios de 2006 en Hawái y fue finalista poco después en otro Challenger. Su mejor actuación en el verano fue en la hierba. Cuando en el Torneo de Queen's Club fue derrotado por el quinto de la clasificación mundial Andy Roddick en la segunda ronda por 6:2, 4:6, 3:6, y en Newport, que perdió en la segunda ronda contra Jurgen Melzer 4:6, 6:3, 4:6. Él ganó a finales del verano en el torneo Challenger de Granby y por primera vez ingresó en el top 100 del ranking mundial. 
A principios de 2007 llegó a la segunda ronda del Abierto de Australia, donde fue inferior contra el favorito local Lleyton Hewitt 4:6, 4:6, 6:3, 4:6. En Indian Wells, perdió en la segunda ronda contra el quinto clasificado Fernando González Ciuffardi. 
En el Abierto de Canadá en Montreal, llegó a los cuartos de final y le dio batalla al entonces número 2 de la clasificación mundial Rafael Nadal. Fue derrotado por el español por 6-4, 2:6, 3:6 y se subió al número 65. En el US Open perdió contra Marat Safin. En 2008 fue derrotado en el Abierto de Australia por Jarkko Nieminen en cinco sets. Después de una temporada decepcionante dio una sorpresa en Wimbledon. Recibió una wild card y en la primera ronda derrotó a David Nalbandian en tres sets. En segunda ronda, su vuelo a gran altitud se detuvo abruptamente cuando perdió contra Bobby Reynolds. Poco después Dancevic alcanza las semifinales en Newport.

## Títulos; 10 (8 + 2)
| Leyenda                     | Individuales | Dobles |
| --------------------------- | ------------ | ------ |
| Grand Slam                  | 0            | 0      |
| ATP World Tour Finals       | 0            | 0      |
| ATP World Tour Másters 1000 | 0            | 0      |
| ATP World Tour 500 Series   | 0            | 0      |
| ATP World Tour 250 Series   | 0            | 0      |
| ATP Challenger Series       | 8            | 2      |

### Individuales
| N.º | Fecha      | Torneo                   | Superficie | Oponente en la final | Resultado         |
| --- | ---------- | ------------------------ | ---------- | -------------------- | ----------------- |
| 1.  | 07.07.2003 | Challenger de Granby (1) | Dura       | Eric Taino           | 7-6(10) 6-1       |
| 2.  | 21.07.2003 | Challenger de Lexington  | Dura       | Petr Kralert         | 7-5 6-4           |
| 3.  | 25.06.2006 | Challenger de Waikoloa   | Dura       | Yen-Hsun Lu          | 6-7(15) 6-2 6-2   |
| 4.  | 24.07.2006 | Challenger de Granby (2) | Dura       | Tobias Clemens       | 6-7(2) 7-6(6) 6-3 |
| 5.  | 02.06.2008 | Challenger de Surbiton   | Césped     | Kevin Anderson       | 4-6 6-3 7-6(4)    |
| 6.  | 18.03.2012 | Challenger de Dallas     | Dura       | Ígor Andréiev        | 7-6(4), 6-3       |
| 7.  | 21.07.2013 | Challenger de Granby (3) | Dura       | Lukáš Lacko          | 6-4, 6-74, 6-3    |
| 8.  | 14.06.2014 | Challenger de Košice     | Tierra     | Norbert Gombos       | 6-2, 3-6, 6-2     |

#### Finalista ATP
| N.º | Fecha      | Torneo                 | Superficie | Oponente en la final | Resultado  |
| --- | ---------- | ---------------------- | ---------- | -------------------- | ---------- |
| 1.  | 23.07.2013 | Torneo de Indianápolis | Dura       | Dmitry Tursunov      | 4-6 5-7    |
| 2.  | 15.06.2009 | Torneo de Eastbourne   | Césped     | Dmitry Tursunov      | 3-6 6-7(5) |

### Dobles
| N.º | Fecha      | Torneo                  | Superficie | Pareja         | Rivales en la final           | Resultado   |
| --- | ---------- | ----------------------- | ---------- | -------------- | ----------------------------- | ----------- |
| 1.  | 18.07.2004 | Challenger de Granby    | Dura       | Brian Baker    | Harel Levy Davide Sanguinetti | 6-2, 7-6(5) |
| 2.  | 28.07.2013 | Challenger de Lexington | Dura       | Peter Polansky | Bradley Klahn Michael Venus   | 7-5, 6-3    |

#### Finalista ATP
| N.º | Fecha      | Torneo          | Superficie | Pareja       | Rivales en la final          | Resultado |
| --- | ---------- | --------------- | ---------- | ------------ | ---------------------------- | --------- |
| 1.  | 01.10 2007 | Torneo de Tokio | Dura       | Stephen Huss | Jordan Kerr Robert Lindstedt | 4-6, 4-6  |

## Clasificación en torneos del Grand Slam
| Torneo          | 2006 | 2007 | 2008 | 2009 | 2010 | 2011 | 2012 | 2013 | 2014 | Acumulado |
| --------------- | ---- | ---- | ---- | ---- | ---- | ---- | ---- | ---- | ---- | --------- |
| Australian Open | -    | 2R   | 1R   | 1R   | -    | 1R   | -    | -    | 1R   | 0         |
| Roland Garros   | -    | -    | 1R   | -    | -    | 1R   | 1R   | -    | -    | 0         |
| Wimbledon       | 1R   | 2R   | 2R   | 1R   | -    | 1R   | -    | -    | 2R   | 0         |
| US Open         | -    | 1R   | 1R   | -    | -    | 1R   | -    | 2R   |      | 0         |